# Christel Takigawa
Takigawa Lardeux Christel Masami (滝川ラルドゥクリステル雅美, Takigawa Rarudu Kurisuteru Masami, née le 1 octobre 1977), plus connue sous le nom de Christel Takigawa (滝川クリステル, Takigawa Kurisuteru), est une présentatrice de télévision japonaise. Pour la télévision, son nom est raccourci en Christel Takigawa.

## Biographie
Takigawa Lardeux Christel Masami est née à Paris, en France. Sa mère est japonaise et son père est français. Sa famille a déménagé au Japon à l'âge de trois ans. Après être diplômée du lycée Tokyo Metropolitan Aoyama, elle est entrée dans le département de littérature de l'université Aoyama Gakuin. 
Elle travaille pour Kyōdō Television depuis la fin de ses études universitaires et a commencé sa carrière en tant qu'annonceur télévisé en utilisant initialement son nom japonais, Masami Takigawa. Elle a ensuite changé pour son nom actuel, Christel Takigawa. Bien qu'elle travaille pour Kyōdō Television, elle apparaît exclusivement sur les programmes de Fuji Television,. 
Takigawa est apparue comme présentatrice du programme télévisé japonais FNN News Japan entre 2002 et septembre 2009, puis sur Shin Hōdō Premier A, entre avril 2007 et juin 2008. 
Sa maîtrise des langues étrangères a permis à Takigawa d'être sélectionnée pour faire la présentation en anglais et en français de la candidature de Tokyo pour les Jeux Olympiques d'été au Comité International Olympique (CIO) à Buenos Aires en 2013, où elle a été remarquée internationalement,,. 
Takigawa a annoncé le 7 août 2019 qu'elle avait épousé Shinjiro Koizumi, le deuxième fils de l'ancien premier ministre japonais Junichirō Koizumi. Elle a donné naissance à un fils le 20 janvier 2020. 

## Prix et décorations
- Chevalier de l'Ordre des Arts et des Lettres (France, 17 janvier 2013) [3]
- Chevalier de l’Ordre national du Mérite (Japon, 4 décembre 2018) [3]